# Spellbound (canção)
"Spellbound" é o sétimo single da banda italiana Lacuna Coil e o primeiro do álbum Shallow Life. A música é a primeira a entrar na parada da Billboard desde "Our Truth" em 2006. "Spellbound" estreou no nº 36 na Hot Mainstream Rock Tracks e se tornou o primeiro single a entrar no Top 30 nessa parada.

## Formatos e faixas
- iTunes Digital Download Single[1]

1. "Spellbound" - 3:21
2. "Audio Commentary Spellbound (Cristina Scabbia fala sobre o quarto álbum Shallow Life)" - 4.31

## Tabelas musicais
| Tabelas musicais (2009)                     | Melhor posição |
| ------------------------------------------- | -------------- |
| Estados Unidos - Hot Mainstream Rock Tracks | 30             |